# Dipteropeltis
Dipteropeltis es un género con tres especies de plantas con flores perteneciente a la familia de las convolvuláceas. 

## Especies seleccionadas
- Dipteropeltis macrantha
- Dipteropeltis mayumbensis
- Dipteropeltis poranoides

- Datos: Q8768491
- Especies: Dipteropeltis (Convolvulaceae)